# Charlie Ntamark
Charlie Ntamark, né le 22 juillet 1964 à Paddington au Royaume-Uni, est un joueur de football international camerounais qui évoluait au poste de  milieu de terrain.

## Biographie

### Carrière
Ntamark joue au Cameroun, en faveur du Canon Yaoundé. Il joue également en Angleterre, avec les équipes de Boreham Wood, Walsall et Hednesford Town.
Il représente également le Cameroun au niveau international, recevant 31 sélections en équipe du Cameroun. Il participe avec l'équipe nationale du Cameroun à la Coupe d'Afrique des nations 1988. Il joue cinq matchs lors de ce tournoi. Le Cameroun remporte la compétition en battant le Nigeria en finale.

### Vie après le football
Après sa retraite du football professionnel, Ntamark étudie le droit à l'Université de Birmingham.

## Palmarès
- Vainqueur de la Coupe d'Afrique des nations en 1988 avec l'équipe du Cameroun